# Bankouma
Bankouma är en ort i Burkina Faso.   Den ligger i provinsen Province de la Kossi och regionen Boucle du Mouhoun, i den västra delen av landet, 300 kilometer väster om huvudstaden Ouagadougou. Bankouma ligger 290 meter över havet och antalet invånare är 3 349.
Terrängen runt Bankouma är platt. Runt Bankouma är det ganska tätbefolkat, med 60 invånare per kvadratkilometer.. Närmaste större samhälle är Sama, 13,2 kilometer sydväst om Bankouma.
Omgivningarna runt Bankouma är en mosaik av jordbruksmark och naturlig växtlighet.